# Équipe d'Angleterre de football à la Coupe du monde 1966

L'équipe d'Angleterre de football remporte la coupe du monde de football de 1966.

## Effectif
| Numéro / Nom       | Numéro / Nom    | Club                    | Date de naissance | J.              | Buts            |                 |                 |                 |
| Gardiens de but    | Gardiens de but | Gardiens de but         | Gardiens de but   | Gardiens de but | Gardiens de but | Gardiens de but | Gardiens de but | Gardiens de but |
| ------------------ | --------------- | ----------------------- | ----------------- | --------------- | --------------- | --------------- | --------------- | --------------- |
| 1                  | Gordon Banks    | Leicester City          | 30 décembre 1937  | 6               | 0               | 0               | 0               | 0               |
| 12                 | Ron Springett   | Sheffield Wednesday     | 22 juillet 1935   | 0               | 0               | 0               | 0               | 0               |
| 13                 | Peter Bonetti   | Chelsea                 | 27 septembre 1941 | 0               | 0               | 0               | 0               | 0               |
| Défenseurs         |                 |                         |                   |                 |                 |                 |                 |                 |
| 2                  | George Cohen    | Fulham                  | 22 octobre 1939   | 6               | 0               | 0               | 0               | 0               |
| 3                  | Ray Wilson      | Everton                 | 17 décembre 1934  | 6               | 0               | 0               | 0               | 0               |
| 5                  | Jack Charlton   | Leeds United            | 8 mai 1935        | 6               | 0               | 0               | 0               | 0               |
| 6                  | Bobby Moore     | West Ham United         | 12 avril 1941     | 6               | 0               | 0               | 0               | 0               |
| 14                 | Jimmy Armfield  | Blackpool               | 21 septembre 1935 | 0               | 0               | 0               | 0               | 0               |
| 15                 | Gerry Byrne     | Liverpool               | 29 août 1938      | 0               | 0               | 0               | 0               | 0               |
| Milieux de terrain |                 |                         |                   |                 |                 |                 |                 |                 |
| 4                  | Nobby Stiles    | Manchester United       | 18 mai 1942       | 6               | 0               | 1               | 0               | 0               |
| 7                  | Alan Ball       | Blackpool               | 12 mai 1945       | 4               | 0               | 0               | 0               | 0               |
| 9                  | Bobby Charlton  | Manchester United       | 11 octobre 1937   | 6               | 3               | 0               | 0               | 0               |
| 16                 | Martin Peters   | West Ham United         | 8 novembre 1943   | 5               | 1               | 1               | 0               | 0               |
| 17                 | Ron Flowers     | Wolverhampton Wanderers | 28 juillet 1934   | 0               | 0               | 0               | 0               | 0               |
| 18                 | Norman Hunter   | Leeds United            | 29 octobre 1943   | 0               | 0               | 0               | 0               | 0               |
| Attaquants         |                 |                         |                   |                 |                 |                 |                 |                 |
| 8                  | Jimmy Greaves   | Tottenham Hotspur       | 20 février 1940   | 3               | 0               | 0               | 0               | 0               |
| 10                 | Geoff Hurst     | West Ham United         | 8 décembre 1941   | 3               | 4               | 0               | 0               | 0               |
| 11                 | John Connelly   | Manchester United       | 18 juillet 1936   | 1               | 0               | 0               | 0               | 0               |
| 19                 | Terry Paine     | Southampton             | 23 mars 1939      | 1               | 0               | 0               | 0               | 0               |
| 20                 | Ian Callaghan   | Liverpool               | 10 avril 1942     | 1               | 0               | 0               | 0               | 0               |
| 21                 | Roger Hunt      | Liverpool               | 20 juillet 1938   | 6               | 3               | 0               | 0               | 0               |
| 22                 | George Eastham  | Arsenal                 | 23 septembre 1936 | 0               | 0               | 0               | 0               | 0               |
| Sélectionneur      |                 |                         |                   |                 |                 |                 |                 |                 |
|                    | Alf Ramsey      |                         | 22 janvier 1920   |                 |                 |                 |                 |                 |

## Qualification
L'Angleterre est qualifiée d'office en tant que pays organisateur de la coupe du monde.

## La coupe du monde

### Premier tour
| Classement final |            |     |   |   |   |   |    |    |      |
|                  | Équipe     | Pts | J | G | N | P | BP | BC | Diff |
| 1                | Angleterre | 5   | 3 | 2 | 1 | 0 | 4  | 0  | +4   |
| 2                | Uruguay    | 4   | 3 | 1 | 2 | 0 | 2  | 1  | +1   |
| 3                | Mexique    | 2   | 3 | 0 | 2 | 1 | 1  | 3  | -2   |
| 4                | France     | 1   | 3 | 0 | 1 | 2 | 2  | 5  | -3   |

| 11 juillet | Angleterre | 0 | 0 | Uruguay |
| 13 juillet | France     | 1 | 1 | Mexique |
| 15 juillet | Uruguay    | 2 | 1 | France  |
| 16 juillet | Angleterre | 2 | 0 | Mexique |
| 19 juillet | Mexique    | 0 | 0 | Uruguay |
| 20 juillet | Angleterre | 2 | 0 | France  |

| 11 juillet 1966 Match d'ouverture | Angleterre | 0 - 0   | Uruguay | Wembley, Londres                          |                                           |
| 19:30 · Historique des rencontres |            | (0 - 0) |         | Spectateurs : 87 000 Arbitrage : M. Zsolt | Spectateurs : 87 000 Arbitrage : M. Zsolt |
| 19:30 · Historique des rencontres | (Rapport)  |         |         | Spectateurs : 87 000 Arbitrage : M. Zsolt | Spectateurs : 87 000 Arbitrage : M. Zsolt |

| 16 juillet 1966                   | Angleterre                 | 2 - 0   | Mexique | Wembley, Londres                             |                                              |
| 15:00 · Historique des rencontres | B. Charlton 37e · Hunt 75e | (1 - 0) |         | Spectateurs : 92 000 Arbitrage : M. Lo Bello | Spectateurs : 92 000 Arbitrage : M. Lo Bello |
| 15:00 · Historique des rencontres | (Rapport)                  |         |         | Spectateurs : 92 000 Arbitrage : M. Lo Bello | Spectateurs : 92 000 Arbitrage : M. Lo Bello |

| 20 juillet 1966                   | Angleterre    | 2 - 0   | France | Wembley, Londres                             |                                              |
| 19:30 · Historique des rencontres | Hunt 38e, 75e | (1 - 0) |        | Spectateurs : 98 000 Arbitrage : M. Yamasaki | Spectateurs : 98 000 Arbitrage : M. Yamasaki |
| 19:30 · Historique des rencontres | (Rapport)     |         |        | Spectateurs : 98 000 Arbitrage : M. Yamasaki | Spectateurs : 98 000 Arbitrage : M. Yamasaki |

### Quart de finale
| 23 juillet 1966                   | Angleterre | 1 - 0   | Argentine | Wembley, Londres                              |                                               |
| 15:00 · Historique des rencontres | Hurst 78e  | (0 - 0) |           | Spectateurs : 90 000 Arbitrage : M. Kreitlein | Spectateurs : 90 000 Arbitrage : M. Kreitlein |
| 15:00 · Historique des rencontres | (Rapport)  |         |           | Spectateurs : 90 000 Arbitrage : M. Kreitlein | Spectateurs : 90 000 Arbitrage : M. Kreitlein |

### Demi-finale
| 26 juillet 1966                   | Angleterre           | 2 - 1   | Portugal          | Wembley, Londres                             |                                              |
| 19:30 · Historique des rencontres | B. Charlton 30e, 80e | (1 - 0) | Eusébio 82e (pen) | Spectateurs : 95 000 Arbitrage : M. Schwinte | Spectateurs : 95 000 Arbitrage : M. Schwinte |
| 19:30 · Historique des rencontres | (Rapport)            |         |                   | Spectateurs : 95 000 Arbitrage : M. Schwinte | Spectateurs : 95 000 Arbitrage : M. Schwinte |

### Finale
La finale de 1966 est la seule durant laquelle un coup du chapeau (signé Geoffrey Hurst) fut réalisé. Le troisième but des Anglais est encore très controversé à l'heure actuelle. Et comme pour minimiser les conséquences de ce but litigieux, Hurst marque un autre but, le quatrième de son équipe, qui remporte la Coupe du monde.
| 30 juillet 1966 15h00     | Angleterre                         | 4 - 2 a.p.            | Allemagne de l'Ouest   | Wembley, Londres                                                        |                                                                         |
| Historique des rencontres | Hurst 18e, 101e, 120e · Peters 78e | (1 - 1, 2 - 2, 3 - 2) | Haller 12e · Weber 90e | Spectateurs : 94 000 · Arbitrage : Gottfried Dienst · Photos du match · | Spectateurs : 94 000 · Arbitrage : Gottfried Dienst · Photos du match · |
| Historique des rencontres | (Rapport)                          |                       |                        | Spectateurs : 94 000 · Arbitrage : Gottfried Dienst · Photos du match · | Spectateurs : 94 000 · Arbitrage : Gottfried Dienst · Photos du match · |

|  | Titulaires : Gordon Banks George Cohen Jack Charlton Bobby Moore Ramon Wilson Nobby Stiles Robert Charlton Martin Peters Alan Ball Roger Hunt Geoffrey Hurst Entraîneur : Alf Ramsey | Finale de la Coupe du monde 1966 |  | Titulaires : Hans Tilkowski Horst Höttges Willi Schulz Wolfgang Weber Karl-Heinz Schnellinger Franz Beckenbauer Wolfgang Overath Helmut Haller Uwe Seeler Sigfried Held Lothar Emmerich Entraîneur : Helmut Schön |